# Psophocarpus
Psophocarpus es un género de plantas con flores con 15 especies perteneciente a la familia Fabaceae.

## Especies
- Psophocarpus cienkowskii
- Psophocarpus comorensis
- Psophocarpus golungensis
- Psophocarpus grandiflorus
- Psophocarpus lancifolius
- Psophocarpus lecomtei
- Psophocarpus longepedunculatus
- Psophocarpus lukafuensis
- Psophocarpus mabala
- Psophocarpus monophyllus
- Psophocarpus obovalis
- Psophocarpus palmettorum
- Psophocarpus palustris
- Psophocarpus scandens
- Psophocarpus tetragonolobus (L.) DC. - seguidillas de Filipinas[2]